# Wolfraamzuur
Wolfraamzuur is een anorganische verbinding van wolfraam, met als brutoformule H2WO4. Dit oxozuur kan formeel opgevat worden als het hydraat van wolfraam(VI)oxide. De stof komt voor als een gele, reukloze vaste stof, die onoplosbaar is in water.
Wolfraamzuur werd voor het eerst geïsoleerd door Carl Wilhelm Scheele, de ontdekker van wolfraam, in 1781.

## Synthese
Wolfraamzuur wordt verkregen uit wolfraamoxidehoudende mineralen, zoals scheeliet (CaWO4) of ferberiet (FeWO4). Door behandeling met een verdund anorganisch zuur, bijvoorbeeld met zwavelzuur, wordt het oxide omgezet:
{\displaystyle \mathrm {CaWO_{4}\ +\ H_{2}SO_{4}\ \longrightarrow \ H_{2}WO_{4}\ +\ CaSO_{4}} }
Het vaste residu van deze reactie bevat het wolfraamzuur en kan afgefiltreerd worden.
Een andere productieweg bestaat uit het uitlogen van het wolfraammineraal met natronloog, wat een oplossing van natriumwolframaat (Na2WO4) oplevert. De reactie hiervan met een mineraal zuur als zwavelzuur of zoutzuur, levert wolfraamzuur.

## Toepassingen
Wolfraamzuur is in feite het hydraat van wolfraam(VI)oxide (WO3·H2O). Door calcineren kan het ontleed worden in wolfraam(VI)oxide en water. Wolfraam(VI)oxide vormt een grondstof voor de productie van zuiver wolfraammetaal.
Wolfraamzuur kan gebruikt worden als katalysator of als co-katalysator, bijvoorbeeld om alkenen katalytisch te hydrateren tot alcoholen.